# 龙口镇 (鹤山市)
龙口镇，是中华人民共和国广东省江门市鹤山市下辖的一个乡镇级行政单位。

## 行政区划
龙口镇下辖以下地区：
金华社区、霄南村、青文村、协华村、尧溪村、松岗村、三凤村、中七村、福迳村、粉洞村、湴蓼村、那白村、四堡村、沙云村、五福村和三洞村。

## 交通

### 高速公路
- 珠三角環線高速

### 鐵路
廣珠鐵路、南沙港鐵路相滙鎮上。
- 江门北站